# Темпл (Техас)
Темпл (англ. Temple) — город в округе Белл, Техас, США. По состоянию на 2020 год, численность населения города составила 82 073 человека.

## Географическое положение
Темпл расположен в центральной части Техаса, в 40 км к востоку от Киллина и в 100 км к северу от Остина.

## Демография
По состоянию на 2020 год, численность населения Темпла составила 82 073 человека.
Расовый состав города:
- белые — 75,1 %
- афроамериканцы — 15,7 %
- индейцы — 0,3 %
- азиаты — 2,0 %
- Смешанные расы: 4,6 %